# Попов, Леон Христофорович
Леон Христофорович Попов (род. 04(16).09.1881, Аккерман - ум. 15.12.1919 Ишим) — советский врач, революционер. Один из организаторов советского Красного Креста. Член Всероссийской эпидемиологической комиссии, депутат Московского Совета, организатор учреждений здравоохранения в ряде районов Советской России. Член РСДРП.

## Биография
Родился 04 (16) сентября 1881 года в Аккермане (ныне Белгород-Днестровский). Отец, Хачатур Саркисович Папянц, происходил из города Шуша, где закончил Шушинское армянское епархиальное училище, во время резни, устроенной турками, покинул город. По другой версии в середине шестидесятых годов XIX века участвовал в одном из крестьянских волнений, вызванных тяжелым положением крестьянства. Перед вступлением в брак, по совету будущего тестя, с целью избежать возможных преследований меняет свою фамилию, имя и отчество, после чего становится Поповым Христофором Сергеевичем. Мать, в девичестве Тагуи Галустовна Этикянц — дочь одесского винодела. После свадьбы молодая чета Поповых переезжает в Аккерман, где получает в качестве приданого небольшой дом и старый виноградник, доставшиеся семье Этикянц в наследство от далеких предков, живших в этом городе с незапамятных времен
После получения начального образования Леон Попов поступает на естественное отделение физико-математического факультета Одесского университета. В 1904 году он вступает в ряды РСДРП и становится одним из местных лидеров партии. За свою деятельность был исключен из учебного заведения. Однако спустя год из-за протеста студенчества и либеральной профессуры его вновь принимают в университет, но уже на медицинский факультет, который он с отличием заканчивает в 1910 году. В последующие четыре года работал врачом в Аккермане, Татарбунарах и Херсонщине, сочетая медицинскую практику с партийной деятельностью. С началом Первой мировой войны уходит на фронт, где избирается председателем фронтового комитета. В 1915–1917 годах, будучи одним из организаторов Красного Креста, являлся руководителем на Западном фронте. В 1917 году стал председателем фронтового комитета Красного Креста и одновременно членом ВРК Западной области и фронта. После победы октябрьской революции занимал ряд ответственных постов. С октября 1917 года по февраль 1918 года — ответственный редактор «Известий Красного Креста» (или «Красный Крест»). Председатель Центральной коллегии Российского общества Красного Креста (июль — ноябрь 1918), а также член Всероссийской эпидемиологической комиссии (июнь 1918 — июль 1919). В сентябре 1918 года Леон Попов основал газету «Известия ЦК РОККа» и стал её главным редактором. Помимо этого, был активным участником первого Всероссийского съезда советских журналистов, являлся руководителем всех учреждений Красного Креста Москвы и Московского округа. Избирался депутатом Московского Совета. За время своей деятельности организовал множество учреждений здравоохранения в ряде районов Советской республики. Являлся другом и соратником ряда известных советских деятелей того времени, таких, как: Мясникян, Дзержинский, Свердлов, Фрунзе, Семашко, Енукидзе, Камо, Чичерин, Луначарский, Цхакая и других
В 1919 году в стране начинается эпидемия сыпного тифа. Советское руководство бросает лозунг, гласящий: «Все на борьбу с сыпняком!». По заданию В. И. Ленина к борьбе с болезнью подключился Леон Попов, который сформировал эпидемиологические отряды, наладил их деятельность на местах, постоянно выезжая в районы с наиболее тяжелой обстановкой. 
В июне того же года Леон Попов выехал на Восточный фронт в штаб командующего М. В. Фрунзе. Перед отъездом на обороте своей фотографии сделал для единственного годовалого сына Андрея завещательную надпись: «Будь похож на меня делами». За Уралом, в сибирском городе Ишиме, с целью лечения солдат Красной Армии Леон организует госпиталь. В последнем, подхватив от одного из больных сыпной тиф, умирает 15 декабря

## Семья
- Отец - Христофор Сергеевич Попов (Хачатур Саркисович Папянц) (1840-1924) Надмогильный памятник ему с лапидарной надписью на армянском языке на Белгород-Днестровском кладбище в советское время был взят под государственную охрану[4]
- Мать - Тагуи Галустовна Попова (в девичестве Этикянц)
  - Брат - Левон Попов - умер в младенчестве
  - Брат - Хачик Попов - умер в младенчестве
  - Брат - Александр Попов (1874-1921) - юрист, революционер, организатор литературного кружка в Аккермане.
  - Брат - Андрей Попов (1876 - 1905) - революционер, член РСДРП,  утоплен в море черносотенцами.
  - Сестра - Елена Попова-Климина (1879-1944) — медик, активная участница первой русской революции 1905—1907 гг. В 1911 году вместе с семьей была сослана в Сибирь, где потеряла мужа и троих детей (по другой версии детей было двое[2]), умерших от дистрофии. После октябрьской революции посвятила себя медицине, став одним из организаторов советского здравоохранения в Аккермане. Была расстреляна в Аккермане немецко-фашистскими войсками.[4][неавторитетный источник][2]
  - Брат - Михран Попов (1883-1910) - медик, революционер, член РСДРП. Скончался от тифа.
  - Сын - Андрей Леонович Попов — врач, ученый, журналист.

## Память
Имя Леона Попова в 1973 году было присвоено теплоходу дальнего плавания. Набережная улица Белгород-Днестровского названа его именем. Здесь же, на стене дома № 16 по улице Пушкина, принадлежавшего Поповым, установлены две мемориальные доски.